# Hotel Concordia
Hotelul Concordia este o clădire din București de pe fosta Uliță Nemțească, care a găzduit istorica întâlnire politică din apartamentul 5, de la etajul 1, întâlnire care a avut loc în noaptea de 23 spre 24 ianuarie 1859, în care s-a hotărât Unirea Principatelor Române prin dubla alegere a lui Alexandru Ioan Cuza drept domn al țării Românești, după ce fusese ales domn al Moldovei, la 5 ianuarie 1859.
Atât deputații majorității conservatoare, cât și cei ai Partidei Naționale căutau o soluție. În cele din urmă, la propunerea lui Dimitrie Ghica, a fost adoptată soluția dublei alegeri, reprezentând cea mai bună cale de depășire a impasului.

## Istoricul clădirii
Hotelul, care este amplasat pe strada Smârdan nr. 39, sector 3, în centrul istoric al Bucureștiului, a fost construit în anul 1852 și avea 90 de camere.

### Incendii
În anul 1884, un incendiu a izbucnit în strada Smârdan. Hotelul Concordia, proprietate pe atunci a maiorului Fănuță, a luat foc și a ars în mare parte. Refăcut, hotelul a mai avut de suferit de pe urma unui alt incendiu, prin 1901-1902.
Concordia a funcționat până în timpul celui de-al doilea război mondial, iar în timpul comunismului a fost administrat de ICRAL și repartizat oamenilor muncii.

### Retrocedare
Imobilul a fost câștigat în instanță de un cetățean străin, Giurchescu Maria Luiza, care a primit imobilul de la Primăria Capitalei, în anul 2002, prin Legea 10. Imediat, noul proprietar l-a vândut firmei Ro Naturstein SRL în octombrie 2003, pentru suma de 300.000 de dolari americani.
La momentul achiziției de către proprietarii actuali, clădirea era deținută 90% de RO NATURSTEIN SRL (o firmă cu 2 asociați italieni), restul de 10% aflându-se în proprietatea unui cetățean maghiar. La rândul lor, aceștia dobândiseră clădirea de la moștenitoarea dreptului de proprietate, Maria Luiza Ghiurcescu (persoană cu dublă cetățenie: italiană și română), căreia îi fusese retrocedat, prin restituire în natură, în anul 2003.
Pentru fiecare dintre aceste tranzacții, statul român a avut drept de preempțiune și a ales în mod voluntar, explicit și repetat să nu îl exercite. Entitățile administrative care ar fi putut să își exercite acest drept, pe cale legală informate, sunt: Direcția pentru Cultură, Culte și Patrimoniu Cultural al Municipiului București (Ministerul Culturii și Cultelor), respectiv Primăria Municipiului București (Serviciul de Cultură). Deși au avut prioritate, reiterăm că ambele instituții, în mod expres, nu au dorit să își exercite dobândirea proprietății acestui bun în tranzacțiile amintite.
În prezent, clădirea este consolidată și restaurată complet, de la subsol până la ultimul etaj. Fațadele sunt executate integral, învelitoare acoperiș, utilități – absolut toate fiind finalizate cu mare grijă. Se estimează că investiția actualilor proprietari va depăși 8 milioane de euro. Aceștia nu sunt afiliați niciunui partid politic și nu au avut niciodată afaceri cu statul roman, singura sursă de venituri fiind business-ul deținut în domeniul transportului maritim.
Singurul interviu acordat, până în prezent de aceștia, se regăsește aici:
https://www.clubantreprenor.ro/2022/12/16/interviu-cu-gabriel-panoiu-renasterea-hotelului-concordia/
Destinația finală Grand Hotel Concordia va coincide celei originale, fiind cea de hotel/restaurant/cafenea și va purta numele de „GRAND HOTEL CONCORDIA BUCHAREST 1852”. Estimăm că deschiderea oficială va avea loc în toamna anului 2023.

### Clădire aflată peLista monumentelor istorice
Clădirea este înscrisă pe lista monumentelor istorice 2010 - Municipiul București - la nr. crt. 2025, cod LMI B-II-m-B-19708.